# Mohammad Saufi Mat Senan
Mohammad Saufi Mat Senan (* 10. Oktober 1990) ist ein malaysischer Radrennfahrer.
Mohammad „Mohd“ Saufi Mat Senan wurde 2009 auf der Bahn zusammen mit Mohd Harrif Saleh, Mohd Zamani Mustaruddin und Mohd Syahrul Afiza Fauzan malaysischer Meister in der Mannschaftsverfolgung.
Auf der Straße gewann er 2012 je eine Etappe der Tour of Thailand sowie der Tour of Hainan und 2013 Gesamtsechster der Tour de Taiwan.

## Erfolge
2009
- Malaysischer Meister – Mannschaftsverfolgung

2012
- eine Etappe Tour of Thailand
- eine Etappe Tour of Hainan

## Teams
- 2011–2015: Terengganu Cycling Team
- 2018: Forca Amskins Racing
- 2021: Sweet Nice Continental